# Rammelsmühle (Dorfitter)
Die ehemalige Rammelsmühle Dorfitter in Dorfitter, einem Ortsteil in der Großgemeinde Vöhl im nordhessischen Landkreis Waldeck-Frankenberg in Hessen, befindet sich südöstlich von Korbach und westlich von Dorfitter beiderseits an der Alten Itter. Sie ist über die Kreisstraße (K 53) und die direkt hinter der Straßenbrücke über die Itter abzweigende Straße Am Rammelsberg erreichbar.

## Beschreibung
Die ehemalige Rammelsmühle Dorfitter befindet sich an der Itter und der noch heute bestehenden Itterfurt. Sie besteht aus einem Gebäudekomplex mit einem Mühlengebäude und einem Wirtschaftsgebäude mit kleinen Anbauten. Im Jahr 1239 wird die Mühle bei einem von Abt Hermann von Corvey bestätigtem Kauf erwähnt und im Jahr 1366 wird die Hälfte der Mühle von den Herren von Immighausen an das Kloster Schaaken veräußert.
Der Müller der Mühle ist im Jahr 1606 mit Heinrich von Münster benannt und im Dreißigjährigen Krieg erwirbt Detmar Best die Mühle um sie als Getreide- und Ölmühle zu betreiben. Bis zum 19. Jahrhundert verbleibt sie im Familienbesitz und wird im Jahr 1865 an Fritz Müller verkauft. Müller errichtet nach dem Kauf der Mühle ein neues Wirtschaftsgebäude unter der heutigen Adresse Enser Str. 34 und vermietet es ab dem Jahr 1878 als Schulgebäude an die Gemeinde. Mit kleinen Anpassungen wurde die Mühle zeitweise bis zum Jahr 1880 auch als Sägemühle betrieben. Ein weiterer Umbau wurde von Müller im Jahr 1892 durchgeführt als er die bisher hauptsächlich als Getreide- und Ölmühle betriebene Mühle zu einem Kraftwerk mit einer Turbine umrüstete.
Der erzeugte elektrische Strom wurde an die Stadt Korbach für die elektrische Straßen- und Raumbeleuchtung geliefert. Korbach gehörte zu den ersten Städten in Hessen die auf Strom setzten.
Im Jahr 1895 wurden für die Mühle zwei Gebäude mit 16 Bewohnern aufgezeichnet, im Jahr 1917 erwarb die Stadt Korbach das Kraftwerk und nach dem Ende des Zweiten Weltkrieges wurden die beiden Gebäude wieder zu Privatbesitz.
Das der Mühle gegenüberliegende Wirtschaftsgebäude mit der heutigen Adresse Marbachseite 1 ist ein aus Ziegelmauerwerk errichtetes dreigeschossiges Gebäude mit einem zweigeschossigen Eingangsbau und beide Gebäudeteile besitzen ein Pultdach. Der Eingangsbau besitzt im Obergeschoss eine Fachwerkkonstruktion mit Ziegelgefachen und großen segmentbogigen Sprossenfenstern. Der dreigeschossiges Teil besitzt zwei Tore im Erdgeschoss, hohe Fenster im Obergeschoss und kleine Fenster im zweiten Obergeschoss.
Unter der heutigen Adresse Marbachseite 3 ist das traufständige Mühlengebäude in Fachwerkbauweise und einem Satteldach errichtet worden. Es ist ein zweigeschossiger Bau in Gefügeständerbau und zweigeschossigem Zwischenständerwerk mit einer durch eine Ziegelmauer verstärkten Giebelwand, der Haustür und einem Tor auf der rechten Seite. Die linke Seite ist zu zwei Drittel in Ständerbauweise errichtet worden. In der Giebelschwelle ist die folgende Inschrift vorhanden:
Gott vertrauet hat wol gebauet im Himmel und auf erden wer siech verleist auf Jesum Christ dem wiert der Himmel werden. CCLXIV. liet. Anno 1709.
Die Rammelsmühle Dorfitter ist im Denkmalverzeichnis des Landesamts für Denkmalpflege Hessen als Kulturdenkmal aus geschichtlichen und städtebaulichen Gründen eingetragen.